# Institut Agro Dijon
Pour les articles homonymes, voir ASD.
L'Institut Agro Dijon succède à l'Institut national supérieur des sciences agronomiques, de l'alimentation et de l'environnement, aussi appelé Agrosup Dijon. C'est une école d'ingénieurs française créée dans les années 1960. Depuis le 1er janvier 2022, l'école fait partie de l'Institut agro au même titre que l'Institut Agro Montpellier, et l'Institut Agro Rennes-Angers.
Spécialisé en agronomie et en agroalimentaire, l'institut est installé à Dijon. L’Institut est un établissement public à caractère scientifique, culturel et professionnel, de type grand établissement, rattaché à l’université de Bourgogne.
Cet établissement résulte de la fusion, réalisée en 2009, de l’Établissement national d'enseignement supérieur agronomique de Dijon (ENESAD) et l'École nationale supérieure de biologie appliquée à la nutrition et à l'alimentation (ENSBANA), ancienne école interne de l'université de Bourgogne. Il abrite également EDUTER (Institut au service de l'éducation et de la professionnalisation).

## Histoire

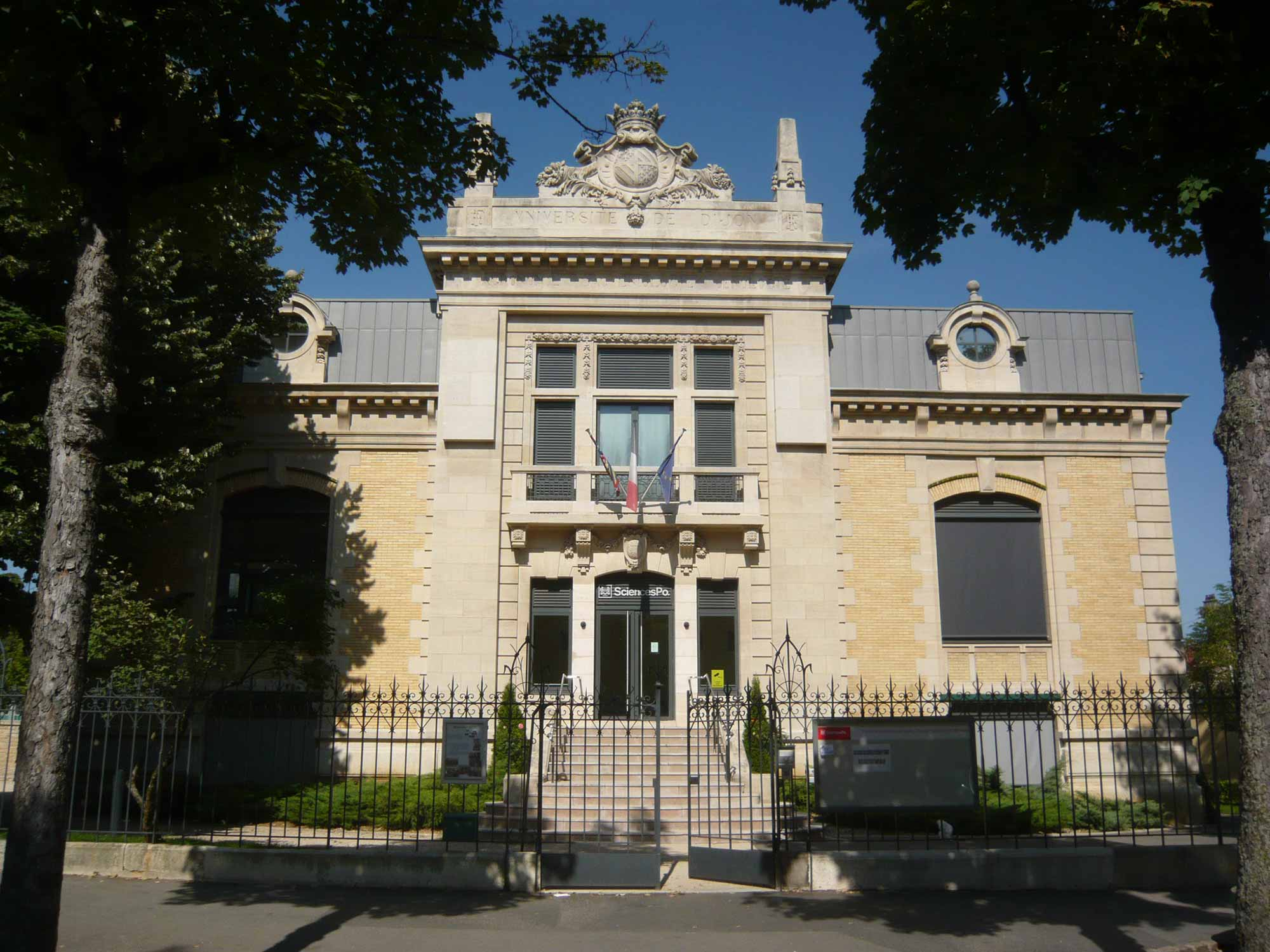
L'institut de 1903, boulevard Victor-Hugo, accueillant aujourd'hui l'IEP.

Un premier institut dénommé Institut œnologique et agronomique en tant qu'annexe de la Faculté des Sciences est construit en 1903.

### L’École nationale d'ingénieurs des travaux agricoles de Quetigny (1965)
L’histoire des établissements dijonnais prend sa source dans la loi d'orentation agricole du 2 août 1960 qui initie de nouveaux développements de l’enseignement agricole, notamment sous l’aspect de la formation du personnel et du développement de la recherche en ce domaine.
Le premier de ces établissements est une École nationale d'ingénieurs des travaux agricoles, inaugurée le 29 octobre 1965 par le ministre de l’agriculture Edgard Pisani, ayant pour mission de former des ingénieurs et dont le siège est à Quetigny.

### L’École d'agronomie et de formation des professeurs de l'enseignement agricole à Dijon (1966)
Un décret du 23 août 1966 crée ensuite, à Dijon, l’École nationale supérieure des sciences agronomiques appliquées (ENSSAA) par réorganisation d’une école qui fonctionnait à Paris auprès de l’Institut national agronomique. Elle forme le corps des ingénieurs d’agronomie qui succède à celui des ingénieurs des services agricoles.
L’ENSSAA intègre l’Institut national de formation des professeurs certifiés de l’enseignement agricole qui prépare en deux ans aux épreuves théoriques du CAPLA et en une année aux épreuves pratiques de cet examen qui est l’équivalent du CAPES.
Également en 1966, sont créés deux autres établissements publics qui ont vocation à améliorer la formation pédagogique des établissements de l'enseignement agricole. D'une part, l’Institut national de recherches et d’applications pédagogiques (INRAP), qui travaille sur la recherche de nouvelles méthodes pédagogiques. Son rôle c'est de proposer des adaptations pour les programmes des lycées et collèges agricoles, mais aussi des cours professionnels agricoles et établissements assimilés. Il participe aussi à la formation pédagogique des professeurs stagiaires et publie de la documentation. D'autre part, l’Institut national de promotion supérieur agricole (INSPA), qui prépare à des diplômes d’ingénieurs par la voie de la formation continue et organise la formation professionnelle des professeurs d’éducation socioculturelle ainsi que d’autres fonctionnaires.
En juillet 1984, le Centre national d’études et de ressources en technologie avancées (CNERTA) est créé en tant que composante de l’ENSSAA.

### Agrosup Dijon: regroupement des sites de Dijon et Quetigny à la fin des années 1980
Le 17 février 1989, le ministre de l’agriculture Henri Nallet, annonce devant le conseil d'administration de l’université de Dijon, sa volonté de regrouper les établissements de Dijon et Quetigny et de constituer, en collaboration avec l’université et l’INRA, un pôle d’enseignement supérieur et de recherche à vocation internationale. Le 11 mai, les conseils d’administration des quatre établissements sont réunis en une assemblée commune. Le 15 juin, une convention-cadre est signée posant les bases du nouvel établissement.
L'Établissement national d’enseignement supérieur agronomique de Dijon (ENESAD) est créé par décret le 1er juillet 1993 sous la forme d’un EPSCP,.
En janvier 2006, l’Institut EDUTER regroupe la mission d’appui au système éducatif agricole.
Au 1er janvier 2008, l’établissement absorbe le Centre national de promotion rurale, enseignement et formation professionnelle à distance (CNPR), localisé sur le site de Marmilhat à Lempdes (Puy de Dôme). Cet établissement public national exerce une mission spécifique de conduite et de promotion de formation ouverte et à distance pour l’enseignement agricole.

### Regroupement d'écoles pour former l’Institut national supérieur des sciences agronomiques, de l'alimentation et de l'environnement (2009)

Logo

L’Institut national supérieur des sciences agronomiques, de l'alimentation et de l'environnement est créé le 1er mars 2009, par la fusion de l’école nationale supérieure de biologie appliquée à  la nutrition et à  l’alimentation (ENSBANA), et de l’ENESAD. L’établissement est rattaché à l’Université de Dijon
par décret no 2009-189 du 18 février 2009, sous double tutelle du ministère chargé de l'Agriculture et du ministère de l'Enseignement Supérieur et de la Recherche.

### Institut Agro en 2022
En 2022, Agrosup Dijon est intégré à l'Institut national d'enseignement supérieur pour l'agriculture, l'alimentation et l'environnement. L'établissement change de nom et devient Institut Agro Dijon.

## Organisation administrative

### Agrosup Dijon (1966 - 2022)
AgroSup Dijon est un établissement public à caractère scientifique, culturel et professionnel constitué sous la forme d'un grand établissement au sens de l'article L717-1 du code de l'éducation, dont le siège est à Dijon.
L'établissement est rattaché à l'université de Bourgogne par son décret statutaire. Dès sa création, il est placé sous la tutelle conjointe du ministre chargé de l'enseignement supérieur et du ministre chargé de l'agriculture. Le directeur général, assisté d'un directeur général adjoint et d'un secrétaire général, est nommé par décret, pour cinq ans, après avis du conseil d'administration.
L'établissement est composé de différents départements, et de l'institut EDUTER.

## Recherche et enseignement

### Diplôme d'ingénieur
L'école est accréditée à délivrer un diplôme d'ingénieur.
L'admission se fait en classe préparatoire intégrée par concours Geipi Polytech au niveau du bac, ou bien en cycle ingénieur par le concours agronomique et vétérinaire, à l'issue d'une classe préparatoire (BCPST et TB), d'une licence ou d'un BUT
La formation d'ingénieurs comporte 2 spécialisations :
- Agronomie avec en moyenne 130 diplômés par an,
- Agroalimentaire avec en moyenne 80 diplômés par an[11].

### Missions éducatives
L’Institut national supérieur des sciences agronomiques, de l'alimentation et de l'environnement assure essentiellement la formation d'ingénieurs dans les domaines de l'agronomie, sciences de l'alimentation et de l'environnement. Il mène aussi des actions de formation continue. Dans les conditions prévues à l'article L812-1 du code rural, l'établissement est une école d'ingénieurs qui exerce les missions suivantes :
1. Il dispense principalement des formations d'ingénieurs en sciences et techniques agronomiques, agroalimentaires, et en sciences et techniques de l'environnement et des territoires. Il exerce dans ces domaines des activités de formation initiale et continue, notamment pour les fonctionnaires, de recherche, de diffusion des connaissances, de coopération scientifique et technique, de transfert de technologie et d'aide à la création d'entreprise.
2. Il assure la formation à distance pour l'enseignement supérieur et technique.
3. Il mène des activités de recherche et d'ingénierie dans les domaines des sciences et techniques de l'éducation, de l'information et de la communication.
4. Il produit, édite et diffuse des ressources éducatives.
5. Il délivre les titres et diplômes nationaux pour lesquels il a été habilité par le ministre chargé de l'enseignement supérieur, seul ou conjointement avec d'autres établissements d'enseignement supérieur. Il peut également délivrer des diplômes qui lui sont propres.

Dans le cadre de ses missions, l'établissement développe des actions de coopération internationale.

## Vie associative

### Des associations étudiantes
AgroSupDijon est une école où la vie associative a une place importante : qu'elles soient là pour organiser des compétitions ou simplement rythmer la vie étudiante de l'école, les associations permettent aux élèves de cette école de bénéficier d'un des meilleurs cadres pour évoluer.
De la mi-octobre jusqu'aux vacances de février, la vie étudiante est rythmée par les nombreuses campagnes des clubs et des associations, qui ont pour but de renouveler le bureau de ceux-ci en mettant en confrontation plusieurs équipes concurrentes qui doivent montrer aux élèves de l'école leur motivation pour reprendre le bureau de ceux-ci.

### Le bureau des élèves
Le bureau des élèves (BDE) est l'association principale de l'école. Elle permet de rythmer tout au long de l'année la vie des étudiants. C'est le BDE qui organise en grande partie la période d'intégration qui se termine par un week-end d'intégration, permettant aux élèves entre promotions et au sein d'une promotion, d'apprendre à se connaitre.
Il existe de nombreux clubs dépendants de cette association : les Orient', le club musique, le club photo, le club culture, le club théâtre, le gala, le club potager... Ainsi, grâce à cette diversité d'activité proposées par le BDE, les élèves peuvent pratiquer des activités qui leur correspondent ou tout simplement découvrir la Région Bourgogne à travers son histoire et sa gastronomie.
Le gala de l'école est un des moments les plus importants pour les élèves. Lors de cette soirée repas - spectacle - soirée dansante, plus de 1 000 personnes se retrouvent pour fêter la nouvelle génération de diplômés.
Plusieurs évènements sont également organisés tout au long de l'année : week-end de désintégration, repas de Noël, visite du SIA, etc.